# بالاتونفولدوار
بالاتون‌فولدوار (به مجاری: Balatonföldvár) یک منطقهٔ مسکونی در مجارستان است که در ناحیه شیوفوک واقع شده‌است. بالاتون‌فولدوار ۱۵٫۳۲ کیلومتر مربع مساحت و ۲٬۰۹۳ نفر جمعیت دارد.

## خواهرخوانده
شهر گاینهوفن خواهرخواندهٔ بالاتونفولدوار هست.